# پزشکان جهان
پزشکان جهان (فرانسوی: Médecins du monde یا به‌طور مخفف MdM) یک سازمان بشردوستانه بین‌المللی است که مراقبت‌های پزشکی اورژانسی و طولانی‌مدت را به آسیب‌پذیرترین افراد جهان ارائه می‌کند. این سازمان همچنین از پایان دادن به نابرابری‌های بهداشتی حمایت می‌کند.
پزشکان جهان در سال ۱۹۸۰ توسط گروهی متشکل از ۱۵ پزشک فرانسوی، از جمله برنارد کوشنر و آلینا مارگولیس-ادلمن (بومی لهستان) تأسیس شد. این سازمان در بیش از ۸۰ کشور با تقریباً ۴۰۰ برنامه در کشورهای توسعه‌یافته و در حال توسعه فعال است.